# マルゲリータ・ディ・サヴォイア (1420-1479)
マルゲリータ・ディ・サヴォイア（イタリア語：Margherita di Savoia, 1420年8月7日 - 1479年9月30日）は、サヴォイア公アメデーオ8世とマリー・ド・ブルゴーニュの娘。3回の結婚により、アンジュー公妃、カラブリア公妃、メーヌ伯妃、プファルツ選帝侯妃およびヴュルテンベルク伯妃となった。サヴォイア公ルドヴィーコの妹である。

## 生涯

### 最初の結婚
マルゲリータは、最初にナポリ対立王であったアンジュー公ルイ3世と結婚した。ルイ3世はルイ2世とヨランド・ダラゴンの息子である。婚姻契約は1431年3月31日に結ばれた。この結婚では子供を得られないまま、ルイ3世は1434年に死去した。

### 2度目の結婚
1445年、マルゲリータはプファルツ選帝侯ルートヴィヒ4世と再婚した。ルートヴィヒ4世はルートヴィヒ3世とその2番目の妃マティルデ・ディ・サヴォイアの息子である。ルートヴィヒ4世は結婚から4年後の1449年8月13日に死去した。この結婚で以下の1人の息子をもうけた。
- フィリップ（1448年 - 1508年） - プファルツ選帝侯（1476年 - 1508年）

### 3度目の結婚
3度目にマルゲリータは1453年11月11日にシュトゥットガルトでヴュルテンベルク伯ウルリヒ5世と結婚した。双方ともこれが3度目の結婚であった。この結婚で以下の子女をもうけた。
- マルガレーテ（1454年頃[3] - 1470年4月21日） - 1469年4月23日にエップシュタイン＝ケーニヒシュタイン伯フィリップ1世と結婚
- フィリピーネ（1456年頃[3] - 1475年6月4日、ヴェールト） - ホルン伯ヤコブ2世と結婚
- ヘレネ（1460年頃[3] - 1506年2月19日） - 1476年2月26日にヴァルデンブルクでホーエンローエ＝ヴァイカースハイム伯クラフト6世（英語版）と結婚

マルゲリータは1479年9月30日に死去した。